# Pegeen (film)
Pegeen er en amerikansk stumfilm fra 1920 af David Smith.

## Medvirkende
- Bessie Love som Pegeen O'Neill
- Edmund Burns som John Archibald
- Ruth Fuller Gordon som Nora Moran
- Charles Spere som Jimmie
- Juan de la Cruz som Meredith
- Major McGuire som Ezra
- George Stanley som Dan O'Neill
- Anne Schaefer som Ellen
- Jay Morley som Lem Tollerton